# Gunnar Setterwall

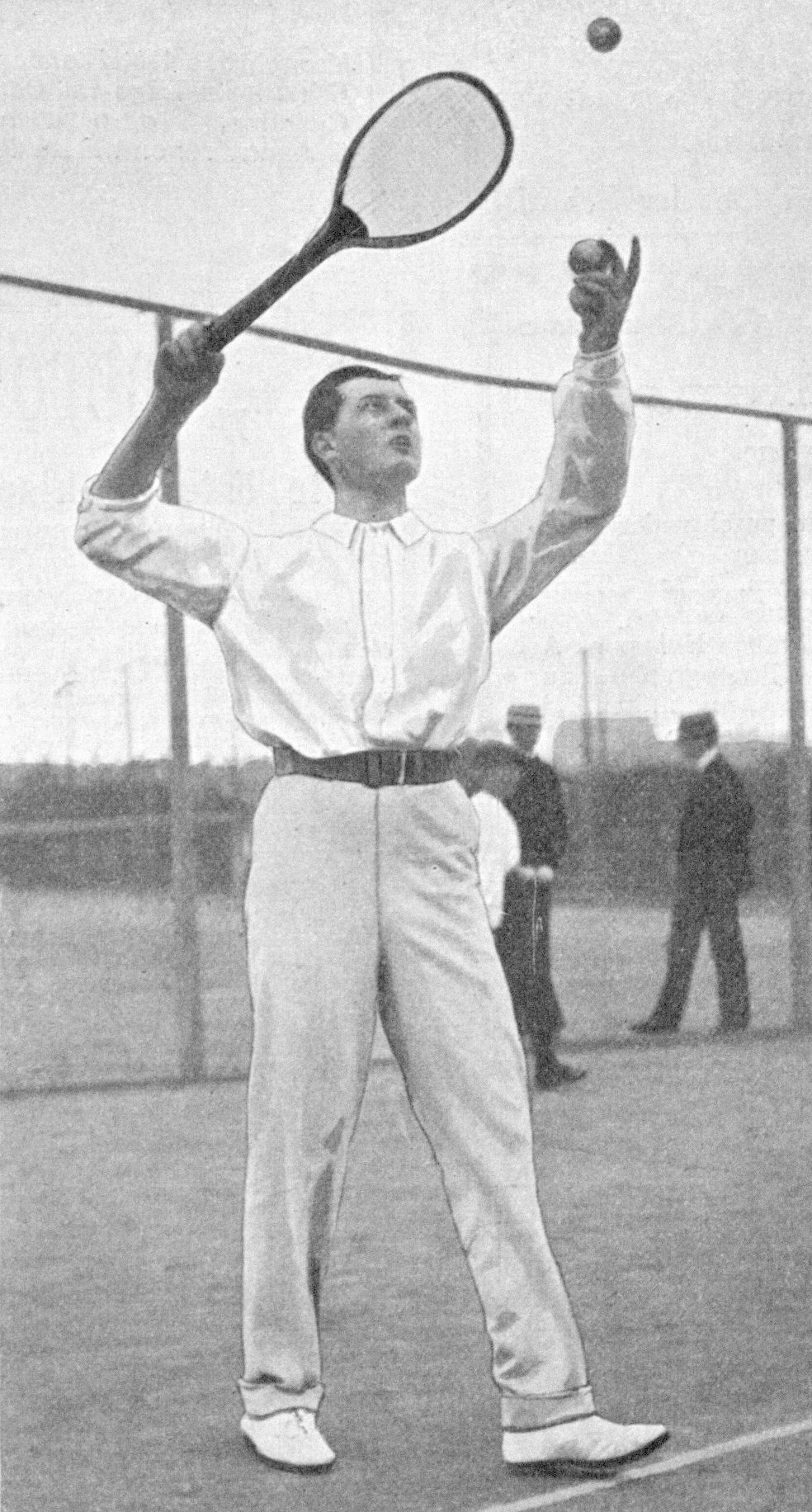
Gunnar Setterwall, 1901

Gunnar Setterwall, född 18 augusti 1881 i Stockholm, död 26 februari 1928, var en svensk tennisspelare och direktör.

## Tenniskarriären
Gunnar Setterwall var under perioden 1900 till 1916 Sveriges bäste manlige tennisspelare. Han vann totalt 12 SM-titlar i singel. Han tillhörde europaeliten under 1910-talet och vann silvermedaljen i singel i VM 1913. I den turneringen besegrade han bland andra den franske storspelaren Max Decugis. 
Setterwall är främst känd för sina internationella framgångar som dubbel- och mixed dubbelspelare.  Vid de olympiska sommarspelen 1908 i London vann han tillsammans med landsmannen Wollmar Boström bronsmedaljen i inomhusturneringen i dubbel. Vid Stockholmsspelen 1912 vann han tre medaljer, silver i inomhusdubbel med landsmannen Carl Kempe och i mixed dubbel silver (utomhus) och brons (inomhus) tillsammans med Sigrid Fick. Under mixed dubbel-finalen i utomhusturneringen, där det svenska paret mötte tyska paret Dora Köring/Heinrich Schomburgk, råkade Fick slå sin racket rakt i ansiktet på Setterwall, varvid "luften gick ur" för paret, de förlorade andra set med 0-6 och därmed matchen. 
Setterwall vann tillsammans med Fick silvermedaljen i dubbel inomhus i VM-turneringen 1913.  

## Spelaren och personen
Gunnar Setterwall föddes som yngste son till mångmiljonären Carl Setterwall (1842-1909), som byggt upp sin förmögenhet som agent för de stora järnbruken under järnvägens genombrottsskede i Skandinavien. Gunnar Setterwall själv kom senare att verka som direktör i familjefirman. Han ägnade mycket av sin tid åt tennisspel och var sin generations främste och mest kände svenske tennisspelare. Han hade goda kontakter inom det svenska kungahuset och var kronprins Gustafs, sedermera kung Gustaf V, favoritpartner.  
Setterwall var känd som en elegant och rörlig attackspelare med goda forehandslag och en "godtagbar" backhand. 
Tillsammans vann Setterwall och kronprins Gustaf 1906 det internationella mästerskapet i den stora "Majtävlingen" i Malmö efter finalseger över engelsmannen Dehring i par med Carl Kempe. Segersiffrorna blev 6-4, 9-7, 6-8, 3-6, 6-4.
Gunnar Setterwall är begravd på Norra begravningsplatsen utanför Stockholm.